# Earl Wilbur Sutherland
Earl Wilbur Sutherland Jr. (19. listopadu 1915 – 9. března 1974) byl americký farmakolog a biochemik, nositel Nobelovy ceny za fyziologii a lékařství za rok 1971. Cenu získal za objevy v oblasti působení hormonů. Svou vědeckou dráhu zahájil na Washingtonské univerzitě, kde byl jeho učitelem a mentorem Carl Ferdinand Cori. Později působil na Case Institute of Technology v Clevelandu (předchůdce dnešní Case Western Reserve University) a svou vědckou kariéru dovršil na Vanderbiltově univerzitě v Nashvillu.